# Ère Keiō
L’ère Keiō (慶応) est une des ères du Japon (年号, nengō, littéralement « le nom de l'année ») suivant l'ère Genji et précédant l'ère Meiji. Cette ère couvre la période qui s'étend du mois d'avril 1865 au mois de septembre 1868. Les empereurs régnants sont Kōmei-tennō (孝明天皇) et Meiji-tennō (明治天皇).

## Changement d'ère
- 27 janvier 1865 Keiō gannen (慶応元年?) : le nom Keiō de la nouvelle ère (qui signifie « réponse joyeuse ») est créé pour marquer l'incident de Kinmon. L'ère précédente se termine et l'ère nouvelle commence en Genji 2.

## Événements de l'ère Keiō
- 1866 (Keiō 2) : Achèvement du Goryōkaku
- 28 septembre 1866 (Keiō 2, 20e jour du 8e mois) : Décès du shogun Iemochi à Osaka; le bakufu fait pression pour que Hitotsubashi Yoshinobu soit nommé pour le remplacer[2].
- 10 janvier 1867 (Keiō 2, 5e jour du 12e mois) : Yoshinobu est nommé shogun[2]
- 30 janvier 1867 (Keiō 2, 25e jour du 12e mois) : Décès de l'empereur Komei[2].
- 10 novembre 1867 (Keiō 3, 15e jour du 10e mois) : Un édit impérial est émis qui sanctionne la restauration du gouvernement impérial[2].
- 6 janvier 1868 (Keiō 3, 10e jour du 12e mois)[3] : La restauration du gouvernement impérial est annoncée au kuge. L'année 1868 commence en Keio 3 et ne devient pas Meiji 1 avant le 8e jour du 9e mois de Keio 4, c'est-à-dire le 23 octobre, bien que rétrospectivement, il est cité comme la première année de la nouvelle ère (Ère Meiji) à partir du 25 janvier[2].
- 1868 (Keiō 4, 3e jour du 1er mois) : La guerre de Boshin commence avec la bataille de Toba-Fushimi.
- 3 septembre 1868 (Keiō 4, 17e jour du 7e mois) : Edo est rebaptisée « Tokyo » ce qui signifie « capitale de l'est »[4].
- 8 octobre 1868 (Keiō 4, 23e jour du 8e mois) : Début de la bataille d'Aizu.
- 12 octobre 1868 (Keiō 4, 27e jour du 8e mois) : L'empereur Meiji est couronné au Shishin-den à Kyoto[5].
- 23 octobre 1868 (Keiō 4/Meiji 1, 8e jour du 9e mois) : Le nengō est formellement changé de Keiō à Meiji et une amnistie générale est accordée[5].
  - 1868 (Meiji 1, 23e jour du 10e mois) : L'empereur se rend à Tokyo et le château d'Edo devient un palais impérial[5].
- L'université Keio, fondée en 1858 (ère Ansei 5), sept ans avant le début de l'ère Keiō est nommée d'après cette ère. C'est la plus ancienne institution d'enseignement supérieur au Japon encore existante[6].